# أبشر عمر هروسي
أبشر عمر جامع "هروسي" (بالصومالية: Abshir Cumar Huruuse)، (بالإنجليزية: Abshir Omar Huruse) سياسي صومالي ووزير خارجية الصومال السابق.

## الحياة السياسية
قبل انخراطه في السياسة كان هروسي معظم حياته رجل أعمال. وتعتبر أول خطوة له في المسرح السياسي حين انتُخب لمنصب الأمين العام لمنظمة ميديي السياسية في بونتلاند في 19 يوليو 2020.

### وزارة الخارجية

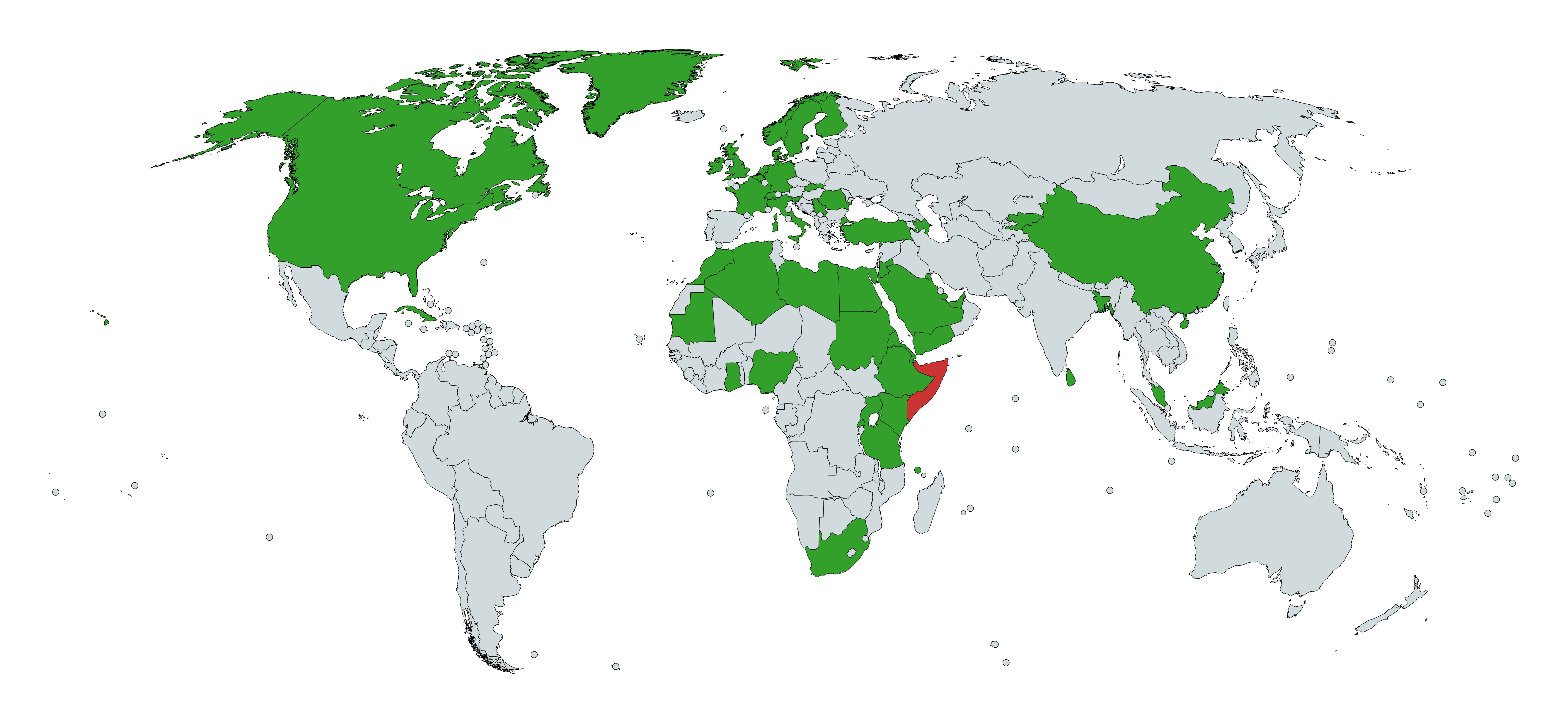
خريطة الدول التي زارها أبشر عمر هروسي أثناء توليه منصب وزير خارجية الصومال

في 2 أغسطس 2022، عين رئيس الوزراء حمزة عبدي بري هروسي وزيرًا للشؤون الخارجية والتعاون الدولي ضمن تشكيلته الوزارية. في 13 أغسطس 2022، أدى هروسي اليمين رسميًا مع نائبه إسحاق محمود مُرسَل في حفل حضره رئيس الوزراء بري ووزير الدولة الجديد للشؤون الخارجية علي محمد عمر.
بصفته وزيرًا للخارجية، أجرى هروسي عدة اجتماعات ومحادثات مع حلفاء الصومال، وعلى الأخص جيبوتي، إثيوبيا، كينيا، تركيا، المملكة المتحدة، و الأمم المتحدة، وأجرى اجتماعا تشاوريا مع رئيس حكومة بونتلاند.
استقال أبشر هروسي من منصبه وزيرا للخارجية في 18 ديسمبر 2023 ليترشح لرئاسة ولاية بونتلاند في الانتخابات التي جرت في 8 يناير 2024. وخلفه في المنصب أحمد معلم فقي الذي عُين في 7 أبريل 2024.
وحصل في الجولة الأولة من الانتخابات الرئاسية على 8 أصوات من أصل 66 صوتا لينتقل إلى الجولة الثانية مع منافسيه، الرئيس السابق سعيد عبد الله دني وجوليد صالح بري، ليتم إقصاؤه بعد حصوله على 9 أصوات.

## روابط خارجية
- الوزير (الموقع الرسمي للحكومة)

| المناصب السياسية    | المناصب السياسية                                | المناصب السياسية   |
| ------------------- | ----------------------------------------------- | ------------------ |
| سبقه عبدي سعيد موسى | وزير خارجية الصومال 2 August 2022–December 2023 | تبعه أحمد معلم فقي |